# 保唐片
保唐片是官话的一个分支，分布在河北省中部和东北部、天津郊县、北京平谷和山西广灵。一般认为属于冀鲁官话（《中国语言地图集》、《汉语官话方言研究》），但張世方《北京官話語音研究》（2010）认为保唐片應归入北京官話。

## 特征
1. 古清入归四声，只有唐县、顺平、曲阳三地清入多数归上声。
2. 调值与北京话相近。一般地，上声是降升调，去声起调较高，阳平读平调或升调。
3. 除涞阜小片的阜平、曲阳和定霸小片的博野、高阳、蠡县、望都、安国、定县，不分尖团。
4. 影疑母开口呼洪音一般有声母 [n]，少数为 [ŋ]。